# Theronopus spicatus
Theronopus spicatus är en insektsart som beskrevs av Webb 1976. Theronopus spicatus ingår i släktet Theronopus och familjen dvärgstritar. Inga underarter finns listade i Catalogue of Life.